# Ficus schippii
Ficus schippii là một loài thực vật thuộc họ Moraceae. Loài này có ở Bolivia, Brasil, và Peru.